# Ferrari 296 GTB
La Ferrari 296 GTB è un'autovettura sportiva prodotta dalla casa automobilistica italiana Ferrari a partire dal 2021 come erede della Ferrari F8 Tributo.

## Contesto

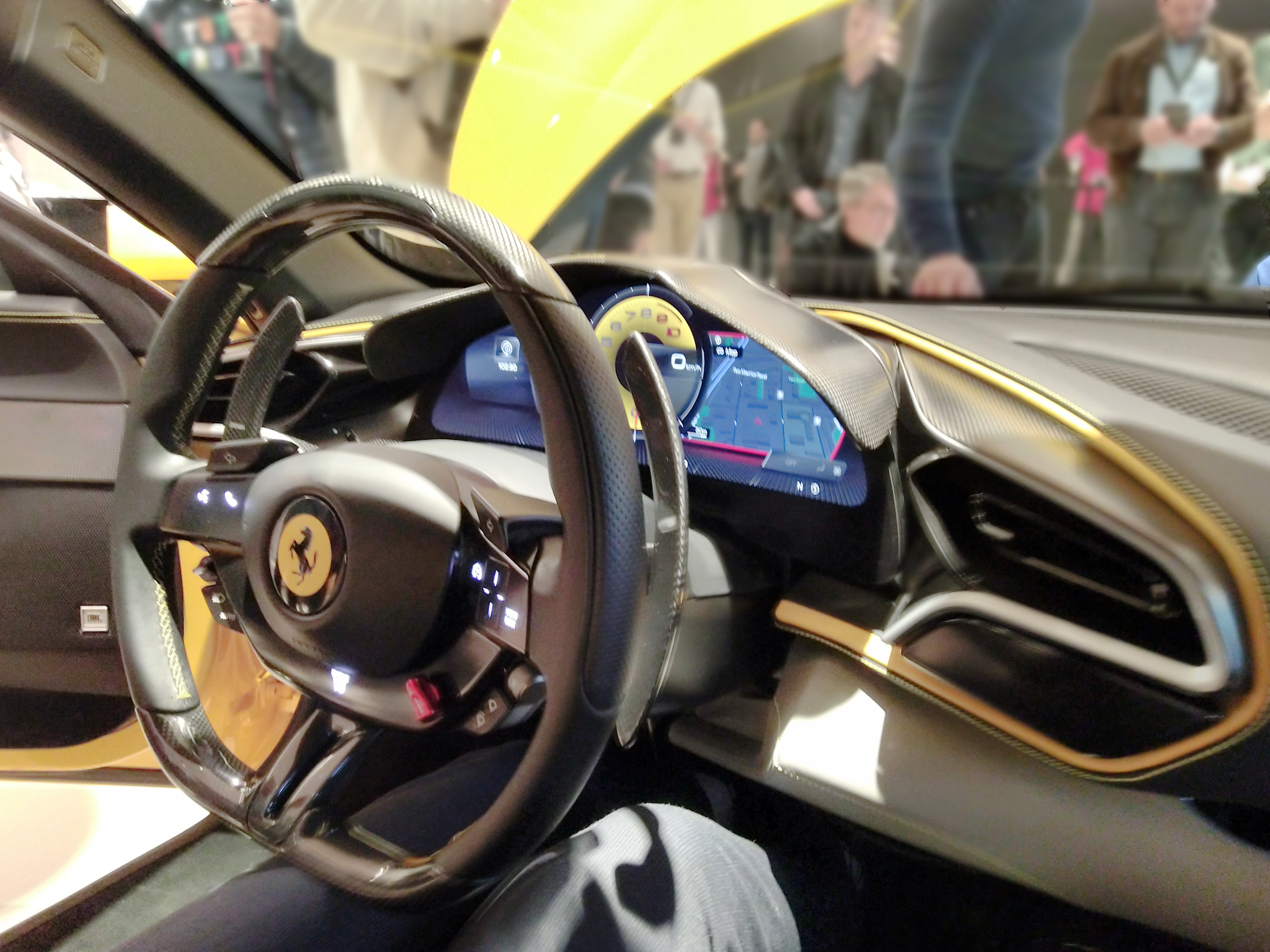
Interni

La Ferrari 296 GTB è stata presentata il 24 giugno 2021 e rappresenta il ritorno di una Ferrari con motore V6 centrale, dopo la Dino 206 GT del 1968.
Nel nome "296 GTB" la sigla numerica è una combinazione tra la cilindrata del motore della vettura (2 992 cm³) e il numero dei suoi cilindri (6), mentre la sigla alfabetica sta per "Gran Turismo Berlinetta".

## Tecnica
La Ferrari 296 GTB porta all'esordio il Ferrari F163, un motore V6 biturbo da 3,0 litri con bancate da 120° e turbine IHI poste all'interno della V, che viene accoppiato a un motore elettrico, i quali erogano rispettivamente 663 (a 8 000 giri/min) e 167 CV di potenza. La coppia complessiva è di 740 N·m. Per quanto concerne la potenza specifica, tale motore con 221 CV/l, per un motore con architettura a 6 cilindri, ha il valore più alto registrato su una vettura di serie.

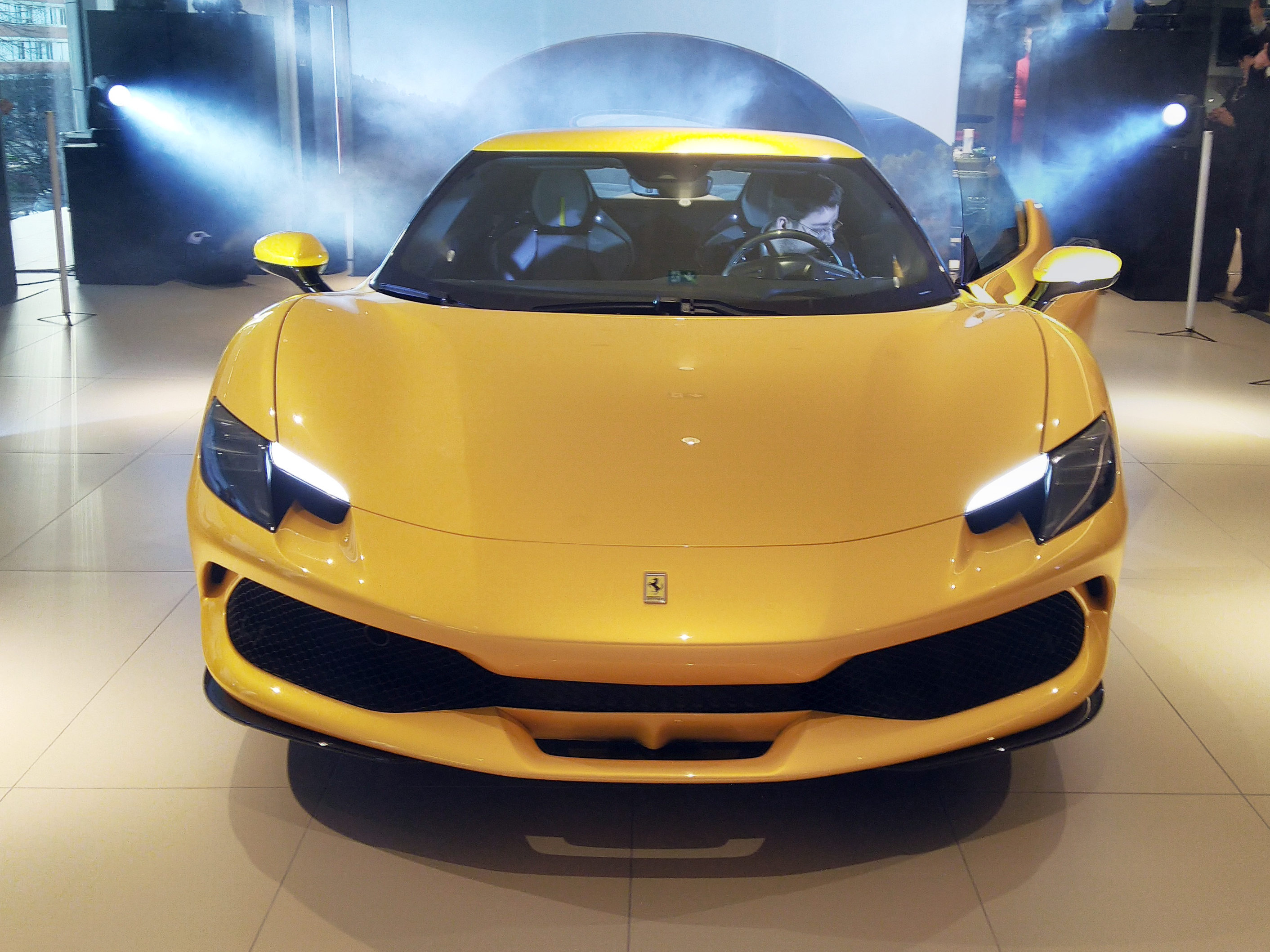
Dettaglio del frontale

L'unità MGU-K, a flusso assiale con doppio rotore e singolo statore, è montata tra il cambio e il motore a combustione interna. La batteria, collocata sul fondo della vettura, è da 7,45 kW·h e fornisce alla 296 GTB un'autonomia di 25 km, se guidata esclusivamente in elettrico.
L'impianto frenante è del tipo brake-by-wire e sfrutta dischi da 398 mm all'anteriore e da 360 mm al posteriore.

## Evoluzione

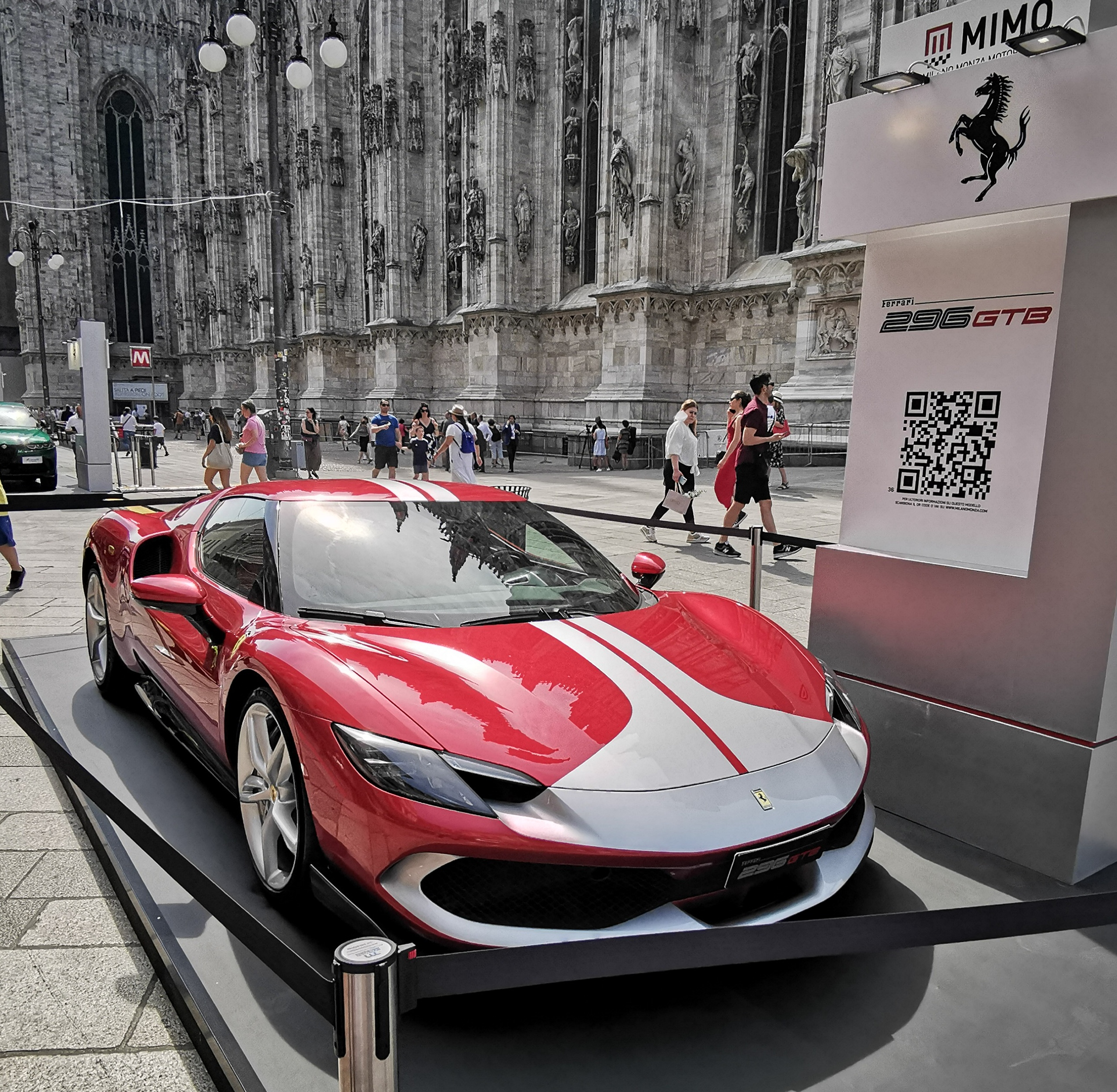
296 Assetto Fiorano

### Assetto Fiorano
L'allestimento Assetto Fiorano della 296 GTB prevede l'uso di fibra di carbonio sia per gli interni sia per gli esterni, di ammortizzatori Multimatic derivati dalle competizioni GT e di nuove appendici aerodinamica in fibra di carbonio sul paraurti anteriore che permettono di ottenere fino a 10 kg di deportanza in più.

### GTS
La 296 GTS è la variante scoperta della 296 GTB. Presentata il 19 aprile 2022, si caratterizza per la presenza di un tettuccio rigido pieghevole, che impiega 14 secondi per aprirsi o chiudersi e può essere azionato ad una velocità fino a 45 km/h. La GTS pesa 70 kg in più rispetto alla GTB a causa dei rinforzo al telaio per ovviare all'assenza del tetto e per i meccanismi di azionamento del tetto.

## Scheda tecnica
| Caratteristiche tecniche - Ferrari 296 GTB                                                                                                   | Caratteristiche tecniche - Ferrari 296 GTB                                                                                                   | Caratteristiche tecniche - Ferrari 296 GTB                                                                                                   | Caratteristiche tecniche - Ferrari 296 GTB                                                                                 | Caratteristiche tecniche - Ferrari 296 GTB                                                                                 | Caratteristiche tecniche - Ferrari 296 GTB                                                                                 |
| --- | --- | --- | --- | --- | --- |
| | | | | | |
| Configurazione | | | | | |
| Carrozzeria: berlinetta | Carrozzeria: berlinetta | Posizione motore: centrale longitudinale | Posizione motore: centrale longitudinale                                                                                   | Trazione: posteriore | Trazione: posteriore |
| Dimensioni e pesi | | | | | |
| Ingombri (lungh.×largh.×alt. in mm): 4565 × 1958 × 1187                                                                                      | Ingombri (lungh.×largh.×alt. in mm): 4565 × 1958 × 1187                                                                                      | Ingombri (lungh.×largh.×alt. in mm): 4565 × 1958 × 1187                                                                                      | Ingombri (lungh.×largh.×alt. in mm): 4565 × 1958 × 1187                                                                    | Diametro minimo sterzata:                                                                                                  | Diametro minimo sterzata:                                                                                                  |
| Interasse: 2600 mm | Interasse: 2600 mm | Carreggiate: anteriore 1665 - posteriore 1632 mm                                                                                             | Carreggiate: anteriore 1665 - posteriore 1632 mm                                                                           | Altezza minima da terra:                                                                                                   | Altezza minima da terra:                                                                                                   |
| Posti totali: 2 | Posti totali: 2 | Bagagliaio: | Bagagliaio: | Serbatoio: 65 l | Serbatoio: 65 l |
| Masse | a vuoto: 1470 kg | a vuoto: 1470 kg | a vuoto: 1470 kg | a vuoto: 1470 kg | a vuoto: 1470 kg |
| Meccanica | | | | | |
| Tipo motore: Ferrari F163, endotermico biturbo da 6 cilindri a V di 120°, a carter secco + elettrico MGU-K / Rapporto di compressione: 9,4:1 | Tipo motore: Ferrari F163, endotermico biturbo da 6 cilindri a V di 120°, a carter secco + elettrico MGU-K / Rapporto di compressione: 9,4:1 | Tipo motore: Ferrari F163, endotermico biturbo da 6 cilindri a V di 120°, a carter secco + elettrico MGU-K / Rapporto di compressione: 9,4:1 | Cilindrata: (alesaggio×corsa: 88×82 mm) 2992 cm³                                                                           | Cilindrata: (alesaggio×corsa: 88×82 mm) 2992 cm³                                                                           | Cilindrata: (alesaggio×corsa: 88×82 mm) 2992 cm³                                                                           |
| Prestazioni motore | Potenza: 663 CV a 8000 giri/min + 167 CV / Coppia: 740 N·m a 6250 giri/min                                                                   | Potenza: 663 CV a 8000 giri/min + 167 CV / Coppia: 740 N·m a 6250 giri/min                                                                   | Potenza: 663 CV a 8000 giri/min + 167 CV / Coppia: 740 N·m a 6250 giri/min                                                 | Potenza: 663 CV a 8000 giri/min + 167 CV / Coppia: 740 N·m a 6250 giri/min                                                 | Potenza: 663 CV a 8000 giri/min + 167 CV / Coppia: 740 N·m a 6250 giri/min                                                 |
| Frizione: doppia a bagno d'olio ad azionamento elettroidraulico                                                                              | Frizione: doppia a bagno d'olio ad azionamento elettroidraulico                                                                              | Frizione: doppia a bagno d'olio ad azionamento elettroidraulico                                                                              | Cambio: a doppia frizione a 8 rapporti                                                                                     | Cambio: a doppia frizione a 8 rapporti                                                                                     | Cambio: a doppia frizione a 8 rapporti                                                                                     |
| Telaio | | | | | |
| Freni | anteriori: a disco da 398×223×38 mm, sistema antibloccaggio / posteriori: a disco da 360×233×32 mm, sistema antibloccaggio                   | anteriori: a disco da 398×223×38 mm, sistema antibloccaggio / posteriori: a disco da 360×233×32 mm, sistema antibloccaggio                   | anteriori: a disco da 398×223×38 mm, sistema antibloccaggio / posteriori: a disco da 360×233×32 mm, sistema antibloccaggio | anteriori: a disco da 398×223×38 mm, sistema antibloccaggio / posteriori: a disco da 360×233×32 mm, sistema antibloccaggio | anteriori: a disco da 398×223×38 mm, sistema antibloccaggio / posteriori: a disco da 360×233×32 mm, sistema antibloccaggio |
| Pneumatici | anteriori: 245/35ZR 20 J9; posteriori: 305/35ZR 20 J11 / Cerchi: anteriori: 9.0×20″; posteriori: 11.0×20″                                    | anteriori: 245/35ZR 20 J9; posteriori: 305/35ZR 20 J11 / Cerchi: anteriori: 9.0×20″; posteriori: 11.0×20″                                    | anteriori: 245/35ZR 20 J9; posteriori: 305/35ZR 20 J11 / Cerchi: anteriori: 9.0×20″; posteriori: 11.0×20″                  | anteriori: 245/35ZR 20 J9; posteriori: 305/35ZR 20 J11 / Cerchi: anteriori: 9.0×20″; posteriori: 11.0×20″                  | anteriori: 245/35ZR 20 J9; posteriori: 305/35ZR 20 J11 / Cerchi: anteriori: 9.0×20″; posteriori: 11.0×20″                  |
| Prestazioni dichiarate | | | | | |
| Velocità: >330 km/h | Velocità: >330 km/h | Velocità: >330 km/h | Accelerazione: 0–100 km/h in 2,9 s, 0–200 km/h in 7,3 s, 200–0 km/h in 107 m                                               | Accelerazione: 0–100 km/h in 2,9 s, 0–200 km/h in 7,3 s, 200–0 km/h in 107 m                                               | Accelerazione: 0–100 km/h in 2,9 s, 0–200 km/h in 7,3 s, 200–0 km/h in 107 m                                               |
| Altro | | | | | |
| Rapporto peso-potenza | 1,77 kg/CV | 1,77 kg/CV | 1,77 kg/CV | 1,77 kg/CV | 1,77 kg/CV |
| Distribuzione dei pesi | 40,5% anteriore / 59,5% posteriore | 40,5% anteriore / 59,5% posteriore | 40,5% anteriore / 59,5% posteriore                                                                                         | 40,5% anteriore / 59,5% posteriore                                                                                         | 40,5% anteriore / 59,5% posteriore                                                                                         |

## Riconoscimenti
- Car Design Award 2022[6]
- TopGear Supercar of the Year 2022[7]